# Ohio Key
Ohio Key ist eine Insel in den Florida Keys im US-Bundesstaat Florida. Sie hat einen annähernd kreisförmigen Grundriss mit einem Durchmesser von rund 700 Metern. Sie liegt zwischen Missouri Key im Osten (getrennt durch den Ohio Missouri Channel) und Bahia Honda Key im Westen (getrennt durch den Ohio Bahia Honda Channel) am Kilometer 39 des Overseas Highway genannten Abschnittes des U.S. Highways 1. Die Fläche beträgt 32,75 Hektar, mit einer Bevölkerung von 19 zur Volkszählung 2000, die alle nördlich des Highways 1 wohnen. Die Insel war früher einmal als Little Duck Key bekannt und wird heute im Volksmund Sunshine Key genannt. Little Duck Key ist heute eine Insel am westlichen Ende der Seven Mile Bridge. Der Teil südlich des U.S. Highways 1 ist das Naturschutzgebiet Ohio Key National Wildlife Refuge.

## Satellitenbild

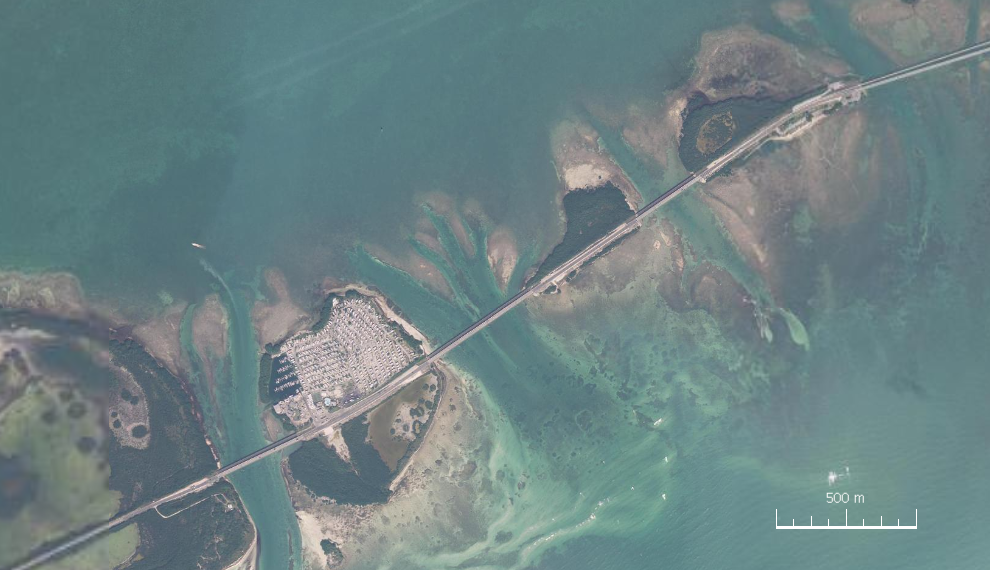
Satellitenbild von Ohio Key, Missouri Key und Little Duck Key (von West nach Ost). Links unten Bahia Honda Key (Teil).